# Edward Józef Pawłowski
Edward Józef Pawłowski (ur. 1870, zm. 1939) – polski drukarz, wydawca, przemysłowiec, działacz społeczny w Poznaniu i Bydgoszczy.

## Życiorys
Urodził się 16 marca 1870 w Lidzbarku w powiecie brodnickim. Był synem Antoniego, krawca, i Marianny ze Stanowickich. Uczył się drukarstwa u Ryszarda Skrzeczka w Lubawie, a następnie praktykował w oficynach drukarskich w Europie Środkowej i Stanach Zjednoczonych Ameryki.
Po powrocie do kraju nabył drukarnię i skład papieru w Tylży, którą w 1919 r. sprzedał i zamieszkał w Poznaniu. Był współorganizatorem i jednym z głównych udziałowców spółki akcyjnej Drukarnia Polska w Poznaniu. Następnie przez wiele lat był jednym z dwóch dyrektorów tej spółki. Wykupił m.in. drukarnię niemiecką, wydającą gazetę Posener Zeitung oraz przyczynił się do likwidacji niemieckich drukarni w Toruniu i Grudziądzu. W 1920 r. po połączeniu Drukarni Polskiej z Nową Drukarnią Polską wydającą Kuriera Poznańskiego i Orędownika i otworzeniu Drukarni Polskiej S.A. został jednym z jej dyrektorów. Z jego inicjatywy zakład unowocześniono i zaczęto wydawać nowe pisma: Ilustrację Polską (od 1927) i Wielkopolanina (1930). Wprowadził druk biletów tramwajowych na automatach dla wielu miast w Polsce i masowy druk jednobarwnych widokówek. Rozbudował zwłaszcza w Kurierze Poznańskim dział drobnych ogłoszeń oraz udoskonalił ekspedycję gazet. W 1924 r. z jego inicjatywy powstało w Poznaniu pismo Przegląd Graficzny i Papierniczy oraz organ Związku Fabrykantów Życie Gospodarcze.
W 1922 r. nabył nieruchomość w Bydgoszczy oraz założył wraz z gronem wspólników Drukarnię Narodową Towarzystwo Akcyjne, której został prezesem Rady Nadzorczej. Wydawała ona od 1923 roku Gazetę Bydgoską, organ Narodowej Demokracji w Bydgoszczy i okręgu bydgoskim. W 1926 r. nastąpiła fuzja Drukarni Narodowej w Bydgoszczy z Drukarnią Polską w Poznaniu. W latach 1928–1932 drukarnia poznańska posiadała swój oddział w Bydgoszczy, a następnie przedsiębiorstwo przeszło na jego własność pod nazwą Drukarnia Pawłowskiego. Od 1933 r. zamiast Gazety Bydgoskiej wydawał Kuriera Bydgoskiego. W latach 1932–1933 wydawał także w Bydgoszczy Kalendarz Graficzny. Od 1933 r. stale mieszkał w Bydgoszczy.
Zasiadał w radzie nadzorczej Słowa Pomorskiego, był udziałowcem Drukarni Kujawskiej w Inowrocławiu oraz działał w organizacjach przemysłowych i stowarzyszeniach drukarskich i wydawniczych, m.in.: ogólnopolskim Związku Organizacji Przemysłu Graficznego i Wydawniczego (pierwszy prezes), Związku Zakładów Graficznych w Poznaniu (prezes). Pełnił funkcje prezesa w Związku Pracodawców (1929) i skarbnika w Towarzystwie Przemysłowym. Zasiadał w zarządzie Związku Fabrykantów. Był współzałożycielem Związku Wydawców Dzienników i Czasopism (od 1924 wiceprezes Rady Związku). Pracował jako radca w Izbie Przemysłowo-Handlowej w Poznaniu.
Po napaści Niemiec na Polskę, 2 września 1939 r. opuścił Bydgoszcz i przez Inowrocław udał się na Lubelszczyznę. Pod koniec września tego roku powrócił do Bydgoszczy. 13 października 1939 r. został aresztowany wraz z synem Bogdanem i osadzony najpierw w koszarach 15 Pułku Artylerii Lekkiej, a następnie w obozie na osiedlu Jachcice. Zginął w nieznanych okolicznościach, prawdopodobnie w egzekucjach dokonanych jesienią 1939 r. W maju 1946 r. Sąd Grodzki w Bydgoszczy uznał go za zmarłego.

### Działalność polityczna
W latach 20. był związany z obozem Narodowej Demokracji. Uczestniczył w różnego rodzaju komitetach organizowanych przez endecję, m.in. Komitecie Wojewódzkim Organizacji Obrony Państwa (1926), przeciwstawiającemu się zamachowi majowemu. Po przeniesieniu się do Bydgoszczy nie angażował się w bieżące rozgrywki polityczne, jednak dążył do zbliżenia z sanacją.

### Publikacje
Był autorem kilku większych publikacji: 
- Książka adresowa zakładów graficznych w Rzeczypospolitej Polskiej zawierająca szczegółowe informacje o wszystkich drukarniach i ich specjalnościach wytwórczych z dodatkiem spisu czasopism Rzeczypospolitej Polskiej (1928),
- Poznań w historycznym rozwoju od początków aż po dzień dzisiejszy (1928),
- Bydgoszcz w historycznym rozwoju od początków aż po dzień dzisiejszy (1937).

### Rodzina
Edward Pawłowski od 1896 r. był żonaty z Marią Bock. Miał córkę Marcelę (ur. 1899), zamężną za Władysławem Strzyżowskim (1889-1965), dyrektorem drukarni w Bydgoszczy, powstańcem wielkopolskim, oficerem Wojska Polskiego i syna Bogdana (ur. 1906), zamordowanego przez Niemców w 1939 r.